# Iron Man (film)

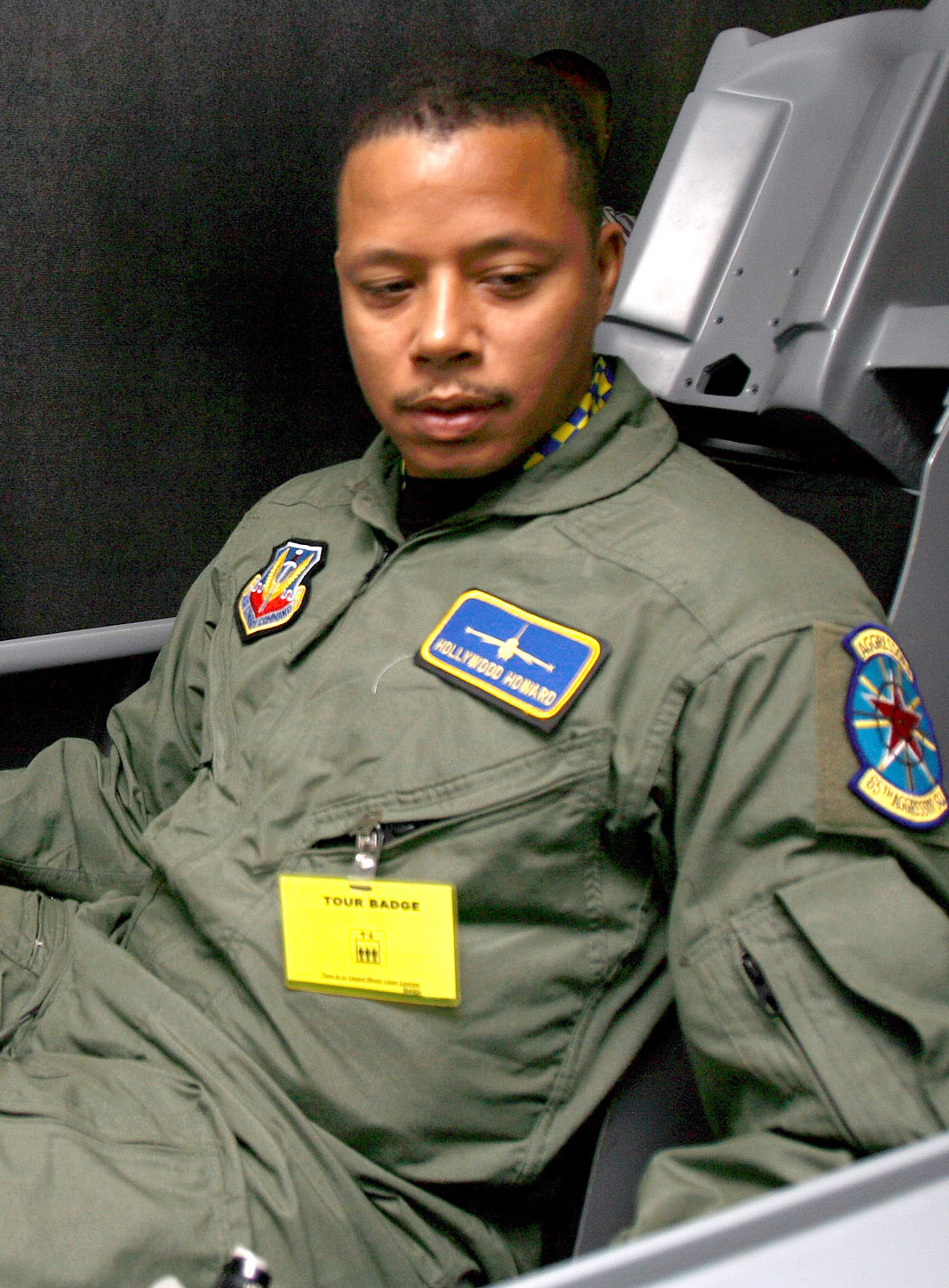
Howard pregătindu-se pentru rol într-un simulator de zbor pentru F-16

Iron Man este un film american din 2008, bazat pe personajul din Marvel Comics cu același nume, produs de Marvel Studios și distribuit de Paramount Pictures. Aceasta este primul film din trilogia Iron Man, precum și primul film din Marvel Cinematic Universe (MCU).
Regizat de Jon Favreau după scenariul lui Mark Fergus and Hawk Ostby, Art Marcum și Matt Holloway, filmul îi are în distribuție pe Robert Downey, Jr., Terrence Howard, Jeff Bridges, Shaun Toub și Gwyneth Paltrow. Filmul îl prezintă pe Tony Stark, un industrialist și maestru inginer, construindu-și un costum-exoschelet și devenind supereroul avansat tehnologic Iron Man.
Recenziile au fost pozitive, în particular lăudând performanța lui Downey. Institutul American de Film a selectat filmul printre zece cele mai bune filme ale anului. O continuare numită Iron Man 2 a fost lansată pe 7 mai 2010, și o altă continuare, Iron Man 3, a fost lansată pe 3 mai 2013.

## Acțiune
Geniul, miliardarul și filantropul Tony Stark, care a moștenit contractorul de apărare Stark Industries de la tatăl său, se află în mijlocul războiului din Afganistan, împreună cu prietenul său și colonelul militar legionar James Rhodes, pentru a demonstra noua rachetă "Jericho". După demonstrație, convoiul este ambuscat, iar Stark este rănit critic de una dintre rachetele companiei sale, folosite de atacatori. El este capturat și întemnițat într-o peșteră de un grup terorist, intitulat Cele Zece Inele. Aici, Yinsen, un doctor care este închis împreună cu el, implantează un electromagnet în pieptul lui Stark pentru a împiedica cioburile de șrapnel care l-au rănit să ajungă la inimă și să-l omoare. Raza, liderul Celor Zece Inele, îi oferă lui Tony libertatea, în schimbul construirii unei rachete de tip "Jericho" pentru ei, dar Tony și Yinsen știu că Raza nu-și va ține cuvântul.
Stark și Yinsen construiesc în secret un mic generator electric puternic (numit un reactor cu arc) pentru a alimenta electromagnetul lui Stark și un prototip de armură de luptă, pe care plănuiesc să-l folosească pentru a evada. Deși păstrează costumul aproape ascuns, Cele Zece Inele descoperă intențiile ostaticilor lor și atacă atelierul. Yinsen se sacrifică să-i deturneze în timp ce costumul este finalizat.  Stark, aflat în arumură, se luptă pană afară din peșteră pentru a-l găsi pe Yinsen pe moarte, apoi arde armele Celor Zece Inele în furie și zboară, dar se prăbușește în deșert și costumul este distrus. 
După ce este salvat de Rhodes, Stark se întoarce acasă și anunță că compania lui nu va mai produce arme. Obadiah Stane, vechiul partener de afaceri al tatălui său și managerul companiei, îi sfătuiește pe Stark să distrugă Stark Industries și moștenirea tatălui său. În atelierul său de acasă, Stark construiește o versiune mai elegantă, mai puternică a costumului, precum și un reactor cu arc mai puternic pentru piept. Asistenta sa personală, Pepper Potts, plasează reactorul original într-o vitrină de sticlă mică. Deși Stane cere detalii, Stark își păstrează munca secretă, deoarece are suspiciuni față de compania sa.
La un eveniment caritabil oeganizat de Stark Industries, reporterul Christine Everhart îl informează pe Stark că armele companiei sale, inclusiv Jericho, au fost livrate recent Celor Zece Inele și sunt folosite pentru a ataca satul de origine al lui Yinsen, Gulmira. Stark află apoi că Stane a traficat arme către criminali din întreaga lume și încearcă o lovitură de stat să-l înlocuiască ca CEO al Stark Industries. Stark își pune pe el noua armură și zboară în Afganistan, unde salvează sătenii.
În timp ce zboară acasă, Stark este împușcat de două avioane de luptă F-22 Raptor. El își dezvăluie identitatea secretă lui Rhodes, pentru a pune capăt atacului. Între timp, Cele Zece Inele adună bucățile costumului prototip al lui Stark și se întâlnesc cu Stane, care îi omoară pe toți, inclusiv pe Raza. Stane își face apoi un costum masiv din rămășițele primite. Încercând să urmărească expedierile ilegale ale companiei sale, Stark o trimite pe Pepper să intre în baza sa de date. Astfel, ea descoperă că Stane a angajat Cele Zece Inele pentru a-l ucide pe Tony, dar aceștia au refuzat. Potts se întâlnește cu agentul Phil Coulson de la S.H.I.E.L.D., o agenție guvernamentală secretă de informații, pentru a-i informa despre faptele lui Stane.
Oamenii de știință ai lui Stane nu pot duplica reactorul de arc al lui Stark, astfel că Stane îl atacă pe Stark la casa lui și-l scoate pe cel din piept. Stark reușește să ajungă la reactorul său original pentru al înlocui. Pepper și mai mulți agenți S.H.I.E.L.D.  încearcă să-l aresteze pe Stane, dar acesta își pune costumul și îi atacă. 
Stark se luptă cu Stane, dar este depășit fără noul său reactor, neputand să-și facă costumul să funcționeze la capacitate maximă. Lupta îi duce Stark și Stane în vârful clădirii Stark Industries, iar Tony îi cere lui Pepper să supraîncarce reactorul cu arc mare care alimentează clădirea. Aceasta declanșează o creștere masivă care îi face pe Stane și costumul său să cadă în reactor, omorandu-l. A doua zi, la o conferință de presă, Stark ignoră sugestiile din partea lui S.H.I.E.L.D. și își dezvăluie public identitate de super-erou, pe care presa a numit-o "Iron Man".
Într-o scenă după credite, directorul S.H.I.E.L.D., Nick Fury, îl vizitează pe Stark la el acasă, spunându-i că Iron Man nu este "singurul super-erou din lume" și că vrea să discute despre "Inițiativa Răzbunătorii".

## Distribuție
- Robert Downey Jr. în rolul lui Tony Stark / Iron Man:

- Terrence Howard în rolul lui Lt. Colonel James "Rhodey" Rhodes:
- Jeff Bridges în rolul lui Obadiah Stane:
- Shaun Toub în rolul lui Yinsen:
- Gwyneth Paltrow în rolul lui Pepper Potts:
- Faran Tahir în rolul lui Raza:
- Paul Bettany voices J.A.R.V.I.S.:
- Leslie Bibb în rolul lui Christine Everhart:

- Peter Billingsley -  William Ginter Riva